# Wapen van Anzegem

Het wapen van Anzegem (sinds 1986).

Het Wapen van Anzegem is het heraldisch wapen van de West-Vlaamse gemeente Anzegem. Het wapen werd reeds op 1 juni 1933 toegekend en op 17 oktober 1986 in gewijzigde versie herbevestigd.

## Geschiedenis[3]
Na de laatste fusie werd in 1986 besloten een nieuw gemeentewapen aan te vragen dat de oude wapens van Anzegem, Ingooigem en Vichte combineerde en tevens het aantal deelgemeenten, vijf, weergaf. Daarom werd gekozen voor een gevierendeeld schild met hartschild. In het eerste en vierde kwartier werd het oude wapen van Anzegem geplaatst en in het tweede en derde kwartier dat van Ingooigem, terwijl het oude wapen van Vichte in het hartschild werd geplaatst.
Het oude wapen van Anzegem ging terug op dat van de heren van Hemsrode, die tot ongeveer 1375 de heerlijkheid Hemsrode in Anzegem bezaten.
Het oude wapen van Ingooigem met de hamei, dit is boven elkaar geplaatste verkorte dwarsbalken, was gebaseerd op een zegel van de schepenbank van Ingooigem uit 1694 en ging terug op het wapen van de familie de la Motte, die de heerlijkheid tot het einde van de 17e eeuw in handen had.
Het oude wapen van Vichte ten slotte was gebaseerd op dat van Boudewijn II, heer van Vichte (1221-1255), die reeds in 1245 een wapenzegel gebruikte waarop een getralied schild stond afgebeeld.

## Blazoenering
Het oude wapen had de volgende blazoenering:
In goud een keper van keel beladen met drie ringen van zilver, het schild geplaatst voor een Sint Johannes Baptista van goud.— Koninklijk Besluit van 1 juni 1933.
Het huidige wapen heeft de volgende blazoenering:
Gevierendeeld 1. en 4. in goud een keper van keel, beladen met drie ringen van zilver 2. en 3. in zilver een hamei van sabel; hartschild: in goud getralied van sabel.— Ministerieel besluit van 17 oktober 1986.